# Благовещенская церковь (Тегеран)
Греческая православная церковь Благовещения Богородицы (греч. Ελληνορθόδοξος ναός του Ευαγγελισμού της Θεοτόκου), также известная как Греческая православная церковь Святой Марии (перс. کلیسای ارتدوکس یونانی سنت مری‎), расположена в Тегеране, Иран. Открытая в 1951 году, она была основана для обслуживания некогда активной греческой общины Тегерана, которая к 1960-м и 1970-м годам, до Исламской революции (1979), насчитывала 3000 человек. В момент основания церковь располагалась на пересечении улиц Рузвельта и Тахте-Джамшида. Эти улицы были переименованы в Талегани и Мофаттех соответственно после Исламской революции.